# Bianchi 6 ½ HP
Der Bianchi 6 ½ HP ist ein Pkw-Modell. Hersteller war Bianchi aus Italien.

## Beschreibung
Bianchi bot das Fahrzeug nur 1902 an. Es war dem Bianchi 6 HP ähnlich, den es von 1902 bis 1903 gab. Ein De-Dion-Bouton-Einzylindermotor mit 6,5 PS Leistung trieb das Fahrzeug an. De Dion-Bouton verwendete selber keinen Motor dieser Stärke. Er war vorn im Fahrzeug eingebaut und trieb über ein Dreiganggetriebe und eine Kardanwelle die Hinterachse an. Die maximal erreichbaren Geschwindigkeiten in den einzelnen Gängen betrugen 12 km/h, 25 km/h und 40 km/h.
Eine Abbildung zeigt eine Ausführung als Phaeton mit Verdeck und Notsitz. Auffallend sind die beiden Wasserkühler an den Seiten der Motorhaube. Daneben gibt es das Foto eines Tonneau mit Heckeinstieg. Die Motorhaube hat seitlich Lüftungsschlitze. Der etwas stärker motorisierte Bianchi 8 HP war mit der gleichen Karosserie lieferbar.